# 69:e armén
69:e armén var en armé i Röda armén under andra världskriget. 

## Slag

### Kursk
Armén tillhörde Voronezjfronten.

#### Organisation
Arméns organisation.
- 48:e skyttekåren
  - 107:e skyttedivisionen
  - 183:e skyttedivisionen
  - 307:e skyttedivisionen
- 49:e skyttekåren
  - 111:e skyttedivisionen
  - 270:e skyttedivisionen

### Berlin
Armén tillhörde 1:a vitryska fronten.

#### Organisation
Frontens organisation den 16 april 1945:
- 25:e skyttekåren
- 61:a skyttekåren
- 91:a skyttekåren
- 117:e skyttedivisionen
- 283:e skyttedivisionen